# Taeniophyllum esetiferum
Taeniophyllum esetiferum är en orkidéart som beskrevs av Johannes Jacobus Smith. Taeniophyllum esetiferum ingår i släktet Taeniophyllum och familjen orkidéer. Inga underarter finns listade i Catalogue of Life.